# Milotice nad Opavou
Milotice nad Opavou település Csehországban, Bruntáli járásban. Milotice nad Opavou Lichnov, Bruntál, Razová, Zátor, Oborná, Nové Heřminovy és Dlouhá Stráň településekkel határos. Lakosainak száma 442 fő (2024. január 1.).

## Népesség
A település lakosságának változását az alábbi diagram mutatja:
| Lakosok száma | 1165 | 1150 | 1091 | 664  | 492  | 398  | 392  | 387  | 394  | 442  |
|               | 1869 | 1890 | 1921 | 1950 | 1980 | 2001 | 2017 | 2019 | 2022 | 2024 |